# Alfred Schwinner
Alfred Schwinner (ur. 19 lutego 1891 w Wiedniu, zm. 5 lutego 1970 w Bodensdorf) – austriacki i niemiecki urzędnik konsularny, dyplomata.

## Życiorys
Syn Otto Schwinnera i Emilie Loysch. Studiował w Akademii Konsularnej w Wiedniu (Konsularakademie) (1910-1914 i 1916-1917). Brał udział w działaniach I wojny światowej (1914-1916). W 1917 wstąpił do cesarsko-królewskiej służby konsularnej. Był attache/wicekonsulem w Konsulacie Generalnym w Monachium (1917-1920). W 1918 przeszedł do austriackiej służby zagranicznej, m.in. był kier./wicekonsulem Austriackiego Biura Paszportowego (Passstelle) w Krakowie (1921-1924), urzędnikiem MSZ (1924-1926), sekr. w Poselstwie w Warszawie (1927-1930) i Sofii (1930-1931). Wstąpił do NSDAP (1932). Kontynuował służbę dyplomatyczną na stanowisku radcy w Moskwie (1933-1938), najpierw w Poselstwie Austrii, zaś po Anschlussie w Ambasadzie Niemieckiej (1938-1941); pełnił funkcję kier. niem. konsulatu w San Remo (1941-1942), kier. konsulatu w Lozannie (1942) i urzędnika Urzędu Spraw Zagranicznych (Auswärtiges Amt) w Berlinie (1942-1945).